# Бой при Копривщица
Битката при Копривщица е сражение между български въстаници на четвърти революционен окръг и турски заптиета, завършило с освобождението на селото.
Поради предателството на един от участниците в събирането на Оборище (Нено Балдюв), който разказва за него на селтанския каймакамин в Татар Пазарджик, на 19 април 1876 г. в Копривщица пристига Наджип Ага от Пловдив, за да арестува ръководителя на въстанието в града Тодор Каблешков и неговите съратници. Когато турците наближават, Тодор Каблешков решава и обявява въстанието на заседание в дома на д-р Рашко Хаджистойчев на 20 април (2 май нов стил) 1876 г. Въстаниците се насочват към мегдана и убиват едно от прочутите заптиета Кара Хюсеин. Цяла Копривщица въстава и обсажда конака в който са се затворили мюдюринът, Неджеп ага и заптиетата. Тодор Каблешков командва въстаниците. По негово желание Нежеп ага пуска затворените в конака българи и скоро след това започва престрелка. Неджеп ага успява да избяга с няколко турски части а Копривщица е освободена